# Witold Szczypiński
Witold Szczypiński (ur. 7 lutego 1955 w Sarzynie) – wiceprezes zarządu Grupy Azoty (dawnych Zakładów Azotowych w Tarnowie-Mościcach SA). Ukończył Politechnikę Śląską na Wydziale Organizacji Produkcji, w zakresie organizacji i zarządzania przemysłem, na specjalizacji przemysł chemiczny.

## Kariera w biznesie
Z Zakładami Azotowymi w Tarnowie-Mościcach S.A związany jest od 1979 roku. W latach 1979–1987 pracował na stanowiskach: mistrz produkcji, samodzielny technolog, specjalista technolog w Zakładzie Syntezy w ówczesnych Zakładach Azotowych im. F. Dzierżyńskiego w Tarnowie (obecnie Grupa Azoty SA). Od 1987 do 1990 r. sprawował funkcję kierownika Wydziału Krzemu Zakładu Syntezy, a w latach 1991–1999 pracował na stanowisku kierownika Zakładu Syntezy.
W latach 1997–1999 był reprezentantem Zakładów Azotowych w Tarnowie-Mościcach w radzie nadzorczej Przedsiębiorstwa Innowacyjno-Wdrożeniowego UNISIL Sp. z o.o. W latach 1999–2001 pełnił funkcję dyrektora Centrum Tworzyw Sztucznych, a od 2002 do 2007 r. był dyrektorem do spraw technicznych i rozwoju Zakładów Azotowych w Tarnowie-Mościcach SA. W latach 2007–2008 pełnił funkcję członka zarządu tarnowskich zakładów. W latach 2007–2008 zasiadał w radzie nadzorczej Tarnowskich Wodociągów Sp. z o.o. W 2008 powołany został, jako reprezentant ówczesnych Zakładów Azotowych w Tarnowie-Mościcach SA, do rady nadzorczej Biura Projektów Zakładów Azotowych „BIPROZAT” Sp. z o.o. i kolejno – PKCh Sp. z.o.o. (2008–2016), ATT Polymers GmbH (2011–2013) oraz Grupy Azoty ZAK SA (2012–2016).
W 2008 r. przez miesiąc sprawował funkcję p.o. prezesa zarządu Zakładów Azotowych w Tarnowie-Mościcach SA. W czerwcu 2008 powołany został na stanowisko wiceprezesa zarządu Grupy Azoty. Od marca 2014 r. pełni również funkcję Dyrektora Generalnego tarnowskiej spółki Grupa Azoty S.A. Jako członek zarządu odpowiedzialny jest m.in. za integrację produkcji, tworzywa i syntezy organiczne oraz za działalność sponsoringową.
W latach 2011–2015 był członkiem Rady Naukowej Instytutu Ciężkiej Syntezy Organicznej „Blachownia” w Kędzierzynie-Koźlu. W 2013 r. powołany został do rady nadzorczej Grupy Azoty SIARKOPOL.
Jest przewodniczącym Rady Nadzorczej Polskiego Konsorcjum Chemicznego Sp. z o.o.

## Kariera naukowa
Od 2011 do 2015 r. sprawował funkcję członka Komitetu Inżynierii Chemicznej i Procesowej Polskiej Akademii Nauk. W latach 2012–2015 pełnił funkcję członka Komitetu Sterującego strategicznym programem badań naukowych i prac rozwojowych „Zaawansowane Technologie Pozyskiwania Energii” Narodowego Centrum Badań i Rozwoju. Od 2007 do 2010 r. zajmował stanowisko przewodniczącego Zarządu Oddziału SITPChem w Tarnowie.
Jest autorem lub współautorem kilkudziesięciu specjalistycznych projektów: w tym sześciu objętych ochroną patentową dotyczących wytwarzania amoniaku, wodoru, dwutlenku węgla spożywczego, polioksymetylenu, krzemu polikrystalicznego, katalizatorów oraz infrastruktury energetycznej.

## Życie prywatne
Jego ojciec – Zbigniew Szczypiński uczestniczył w rozbudowie tarnowskich zakładów w latach 60. i 70. XX wieku. Sprawował m.in. funkcję dyrektora technicznego fabryki w Tarnowie-Mościcach. Ma żonę i córkę.